# Arkadelphia
Arkadelphia ist eine Stadt im Clark County im US-Bundesstaat Arkansas und Sitz der County-Verwaltung. In der Stadt befinden sich die Ouachita Baptist University und die Henderson State University. Das U.S. Census Bureau hat bei der Volkszählung 2020 eine Einwohnerzahl von 10.380 ermittelt.
Arkadelphia ist Teil der sozioökonomischen Region Ark-La-Tex, die Teile der Bundesstaaten Arkansas, Louisiana, Oklahoma und Texas umfasst.

## Geographie
Arkadelphia liegt im Nordosten des Clark Countys, im mittleren Südwesten von Arkansas an der Interstate 30 und dem U.S. Highway 67, etwa 100 km südwestlich von Little Rock und rund 40 km südlich von Hot Springs. Unweit des Ortes befinden sich der DeGray Lake sowie der Caddo River und der Ouachita River.

## Geschichte
Das Gebiet der heutigen Stadt wurde zu Beginn des 19. Jahrhunderts durch John Hemphill, einem Mitarbeiter der sich in der Nähe befindlichen Salinen, besiedelt. Bis 1839 hatte die Ansiedlung den Namen Blakelytown. Nach dem Amerikanischen Bürgerkrieg bekam der Ort 1873 durch die Cairo and Fulton Railroad Anschluss an die Eisenbahn und entwickelte sich zu einem Handelszentrum dieser Gegend.

## Söhne und Töchter der Stadt
- Joseph Frank Nix, Wasserchemiker und Umweltschützer, Professor Ouachita Baptist University, Arkadelphia
- William J. Holloway (1888–1970), Politiker und von 1929 bis 1931 der 8. Gouverneur von Oklahoma
- Winston P. Wilson (1911–1996), Generalmajor der United States Air Force
- Kevin Williams (* 1980), Footballspieler auf der Position des Defensive Tackles der NFL